# Casa de Glenwood
A Casa de Glenwood é uma villa tradicional listada como Grau II em Winchmore Hill, Enfield, Londres. Foi construída por volta de 1800.

## História
A casa era originalmente parte de um par, mas a outra casa foi demolida e substituída por edifícios menores que foram actualmente a Escola Keble School Ela foi listada em janeiro de 1974. As paredes em frente à propriedade foram listadas como arquitetonicamente significativas pelo conselho local.

## Arquitectura
A casa é composta por três pisos, mais um sótão e uma cave, e um prolongamento de dois pisos à esquerda da propriedade. A parede divisória entre a casa demolida à direita não foi muito bem executada. O edifício foi construído com alvenaria e coberto com um telhado de mansarda de ardósia. As janelas de guilhotina originais foram posteriormente substituídas por arcos de tijolo.